# Vancouver-Burrard (circonscription britanno-colombienne)
Pour les articles homonymes, voir Vancouver (homonymie) et Burrard.
Circonscription électorale provinciale du Canada
Vancouver-Burrard est une ancienne circonscription provinciale de la Colombie-Britannique représentée à l'Assemblée législative de la Colombie-Britannique de 1933 à 1979 et de 1991 à 2009.

## Géographie
La circonscription représentait une partie de la ville de Vancouver concentrée autour de la rue Burrard (en) et des quartiers Kitsilano et Fairview (en).

## Liste des députés
1933-1979
| Législature                                                                                      | Années                                    | Député                                    | Député                                    | Parti                                     | Député                                    | Député                                    | Parti                                     |
| Vancouver-Burrard Issue de Vancouver City                                                        | Vancouver-Burrard Issue de Vancouver City | Vancouver-Burrard Issue de Vancouver City | Vancouver-Burrard Issue de Vancouver City | Vancouver-Burrard Issue de Vancouver City | Vancouver-Burrard Issue de Vancouver City | Vancouver-Burrard Issue de Vancouver City | Vancouver-Burrard Issue de Vancouver City |
| ------------------------------------------------------------------------------------------------ | ----------------------------------------- | ----------------------------------------- | ----------------------------------------- | ----------------------------------------- | ----------------------------------------- | ----------------------------------------- | ----------------------------------------- |
| 18e                                                                                              | 1933-1935                                 |                                           | Gerald Grattan McGeer                     | Libéral                                   |                                           | Helen Douglas Smith                       | Libéral                                   |
| 18e                                                                                              | 1935-1936                                 |                                           | Vacant                                    | Vacant                                    |                                           | Helen Douglas Smith                       | Libéral                                   |
| 18e                                                                                              | 1936-1937                                 |                                           | John Howard Forester                      | Libéral                                   |                                           | Helen Douglas Smith                       | Libéral                                   |
| 19e                                                                                              | 1937-1941                                 |                                           | John Howard Forester                      | Libéral                                   |                                           | Helen Douglas Smith                       | Libéral                                   |
| 20e                                                                                              | 1941-1945                                 |                                           | Charles Grant MacNeil                     | Social-démocrate                          |                                           | Winona Grace MacInnis                     | Social-démocrate                          |
| 21e                                                                                              | 1945-1949                                 |                                           | George Moir Weir                          | Coalition                                 |                                           | Donald Cameron Brown                      | Coalition                                 |
| 22e                                                                                              | 1949-1952                                 |                                           | John Groves Gould                         | Coalition                                 |                                           | Donald Cameron Brown                      | Coalition                                 |
| 23e                                                                                              | 1952-1953                                 |                                           | Eric Martin                               | Créditiste                                |                                           | Bert Price                                | Créditiste                                |
| 24e                                                                                              | 1953-1955                                 |                                           | Eric Martin                               | Créditiste                                |                                           | Bert Price                                | Créditiste                                |
| 25e                                                                                              | 1956–1960                                 |                                           | Eric Martin                               | Créditiste                                |                                           | Bert Price                                | Créditiste                                |
| 26e                                                                                              | 1960–1963                                 |                                           | Eric Martin                               | Créditiste                                |                                           | Bert Price                                | Créditiste                                |
| 27e                                                                                              | 1963–1966                                 |                                           | Eric Martin                               | Créditiste                                |                                           | Bert Price                                | Créditiste                                |
| 28e                                                                                              | 1966–1969                                 |                                           | Thomas Rodney Berger                      | Néo-démocrate                             |                                           | Raymond Parkinson                         | Néo-démocrate                             |
| 29e                                                                                              | 1969–1972                                 |                                           | Harold James Merilees                     | Créditiste                                |                                           | Bert Price                                | Créditiste                                |
| 30e                                                                                              | 1972–1975                                 |                                           | Norman Levi                               | Néo-démocrate                             |                                           | Rosemary Brown                            | Néo-démocrate                             |
| 31e                                                                                              | 1975–1979                                 |                                           | Norman Levi                               | Néo-démocrate                             |                                           | Rosemary Brown                            | Néo-démocrate                             |
| Circonscription abolie, voir Vancouver-Point Grey, Vancouver-Little Mountain et Vancouver Centre |                                           |                                           |                                           |                                           |                                           |                                           |                                           |

1991-2009
| Législature                                                                                           | Années                                      | Député                                      | Député                                      | Parti                                       |
| Vancouver-Burrard Issue de Vancouver Centre                                                           | Vancouver-Burrard Issue de Vancouver Centre | Vancouver-Burrard Issue de Vancouver Centre | Vancouver-Burrard Issue de Vancouver Centre | Vancouver-Burrard Issue de Vancouver Centre |
| --- | ------------------------------------------- | ------------------------------------------- | ------------------------------------------- | ------------------------------------------- |
| 35e                                                                                                   | 1991–1996                                   |                                             | Emery Barnes                                | Néo-démocratique                            |
| 36e                                                                                                   | 1996–2001                                   |                                             | Tim Stevenson                               | Néo-démocratique                            |
| 37e                                                                                                   | 2001–2005                                   |                                             | Lorne Mayencourt                            | Libéral                                     |
| 38e                                                                                                   | 2005–2008                                   |                                             | Lorne Mayencourt                            | Libéral                                     |
| 38e                                                                                                   | 2008-2009                                   |                                             | Spencer Herbert                             | Néo-démocrate                               |
| Circonscription fusionné à Vancouver-Fairview pour former Vancouver-False Creek et Vancouver-West End |                                             |                                             |                                             |                                             |

## Résultats électoraux
1991-2009
1933-1979